# حمام برز
حمام برز مربوط به دوره قاجار است و در شهرستان نطنز، بخش مرکزی، دهستان برزرود، روستای برز واقع شده و این اثر در تاریخ ۶ اسفند ۱۳۸۵ با شمارهٔ ثبت ۱۷۴۷۴ به‌عنوان یکی از آثار ملی ایران به ثبت رسیده است.